# Geolabididae
Geolabididae — викопна родина доісторичних ссавців, що належать до загону Eulipotyphla.